# Кеннет Карлсен
Кеннет Карлсен (дан. Kenneth Carlsen; нар. 17 квітня 1973) — колишній данський тенісист.
Найвищу одиночну позицію світового рейтингу — 41 місце досяг 7 червня 1993, парну — 134 місце — 5 квітня 2004 року.
Здобув 3 одиночні титули.
Найвищим досягненням на турнірах Великого шолома було 4 коло в одиночному розряді.
Завершив кар'єру 2007 року.

## Фінали за кар'єру

### Одиночний розряд: 7 (3–4)
| Результат | W-L | Дата     | Турнір                | Покриття   | Суперник       | Рахунок            |
| --------- | --- | -------- | --------------------- | ---------- | -------------- | ------------------ |
| Поразка   | 0–1 | Вер 1992 | Брисбен, Австралія    | Тверде (i) | Гійом Рау      | 4–6, 6–7(10–12)    |
| Поразка   | 0–2 | Бер 1996 | Копенгаген, Данія     | Килим (i)  | Седрік Пйолін  | 2–6, 6–7(7–9)      |
| Поразка   | 0–3 | Січ 1997 | Окленд, Нова Зеландія | Тверде     | Йонас Бйоркман | 6–7(7–9), 0–6      |
| Перемога  | 1–3 | Кві 1998 | Гонконг, КНР          | Тверде     | Байрон Блек    | 6–2, 6–0           |
| Поразка   | 1–4 | Лип 1999 | Ньюпорт, США          | Трава      | Кріс Вудруфф   | 7–6(7–5), 4–6, 4–6 |
| Перемога  | 2–4 | Вер 2002 | Токіо, Японія         | Тверде     | Магнус Норман  | 7–6(8–6), 6–3      |
| Перемога  | 3–4 | Лют 2005 | Мемфіс, США           | Тверде (i) | Максим Мирний  | 7–5, 7–5           |

## Виступи у турнірах Великого шолома
| W | Ф | ПФ | ЧФ | #Р | КТ | К# | DNQ | A | NH |

| Турнір                                 | 1993 | 1994 | 1995 | 1996 | 1997 | 1998 | 1999 | 2000 | 2001 | 2002 | 2003 | 2004 | 2005 | 2006 | 2007 | В-П   |
| -------------------------------------- | ---- | ---- | ---- | ---- | ---- | ---- | ---- | ---- | ---- | ---- | ---- | ---- | ---- | ---- | ---- | ----- |
| Відкритий чемпіонат Австралії з тенісу | 4р   | 2р   | 2р   | 1р   | 1р   | 1р   | 1р   |      |      | 1р   | 1р   | 1р   | 1р   | 1р   |      | 5–12  |
| Відкритий чемпіонат Франції з тенісу   | 2р   | 1р   | 2р   | 1р   | 1р   | 1р   | 1р   |      |      |      | 1р   | 1р   | 1р   | 1р   |      | 2–11  |
| Вімблдонський турнір                   | 3р   | 3р   | 2р   | 1р   | 1р   | 1р   |      |      | 2р   | 1р   | 1р   | 3р   | 1р   |      |      | 8–11  |
| Відкритий чемпіонат США з тенісу       | 1р   | 1р   | 3р   | 2р   | 2р   | 1р   | 2р   |      | 1р   | 2р   | 2р   | 1р   | 1р   |      | A    | 7–12  |
| В-П                                    | 6–4  | 3–4  | 5–4  | 1–4  | 1–4  | 0–4  | 1–3  | 0–0  | 1–2  | 1–3  | 1–4  | 2–4  | 0–4  | 0–2  | 0–0  | 22–46 |